# 囊虫病
囊虫病（Cysticercosis）是由 猪肉绦虫（Taenia solium）的幼体（囊尾幼虫）引起的组织感染。病者可能会許多年都沒有症状或只有很少的症状。在部分的病例，尤其亞洲的病例会在皮肤下1到2公分形成硬塊。在数月或数年后这些结塊可能会出现先疼痛及肿胀而随后消退的症状。此種寄生蟲的發病形式稱做神经囊虫病（或譯為「豬囊尾蚴病」
、神經囊蟲症），會造成脑部出现神经性的病變。在发展中国家里，囊虫病是最常见的癲癇發作病因之一。

## 病因与诊断
囊虫病通常由进食含有绦虫虫卵的食物或水引起，最常见为生吃蔬菜。絛蟲卵来自感染了成虫的病人（即絛蟲病患者）的粪便。絛蟲病嚴格來說跟囊虫病並不是同一種病，絛蟲病的病因为进食了煮食不当的猪肉中的包囊蟲囊腫。与絛蟲病患者共同生活者感染到囊虫病的風險会增高。囊虫病可由取樣包囊组织确诊。通过X射线计算机断层成像（CT）或核磁共振成像（MRI）为大脑造影是诊断脑部疾病的最有用的方式。在脑脊髓液和血液之中一种叫做嗜酸性粒细胞的白血球计数增高也可以作為診斷指標。

## 预防与治疗
改善个人卫生及环境卫生可以有效地预防囊虫病 ：这些措施包括将猪肉煮透、配置厕所並且保持清理、以及使用干净水源。治疗絛蟲病患者对预防囊虫病播散非常重要。对没有神经系统症状者不一定要展开治疗，豬肉絛蟲囊蟲腦病變患者可以用吡喹酮或阿苯达唑等药物治疗，疗程可能会较长。疗程中可能会用到类固醇作消炎用途，也有可能会用到抗癫痫药物，有时也会手术切除囊腫。

## 流行病学
猪肉绦虫在亚洲、撒哈拉以南非洲及拉丁美洲尤为常见，据信感染率在某些区域高达25%，但在发达国家很罕见。猪肉绦虫在全世界引起的死亡病例从1990年的700例升高到2010年的约1200例。囊虫病在猪及牛群中也有发病但因为猪牛群的寿命不长，极少引起症状。人类囊虫病历史悠久，是被忽略的热带疾病之一。